# كين جونسون (صحفي)
كين جونسون (بالإنجليزية: Ken Johnson)‏ هو صحفي أمريكي، ولد في 1953.